# Borgward Group

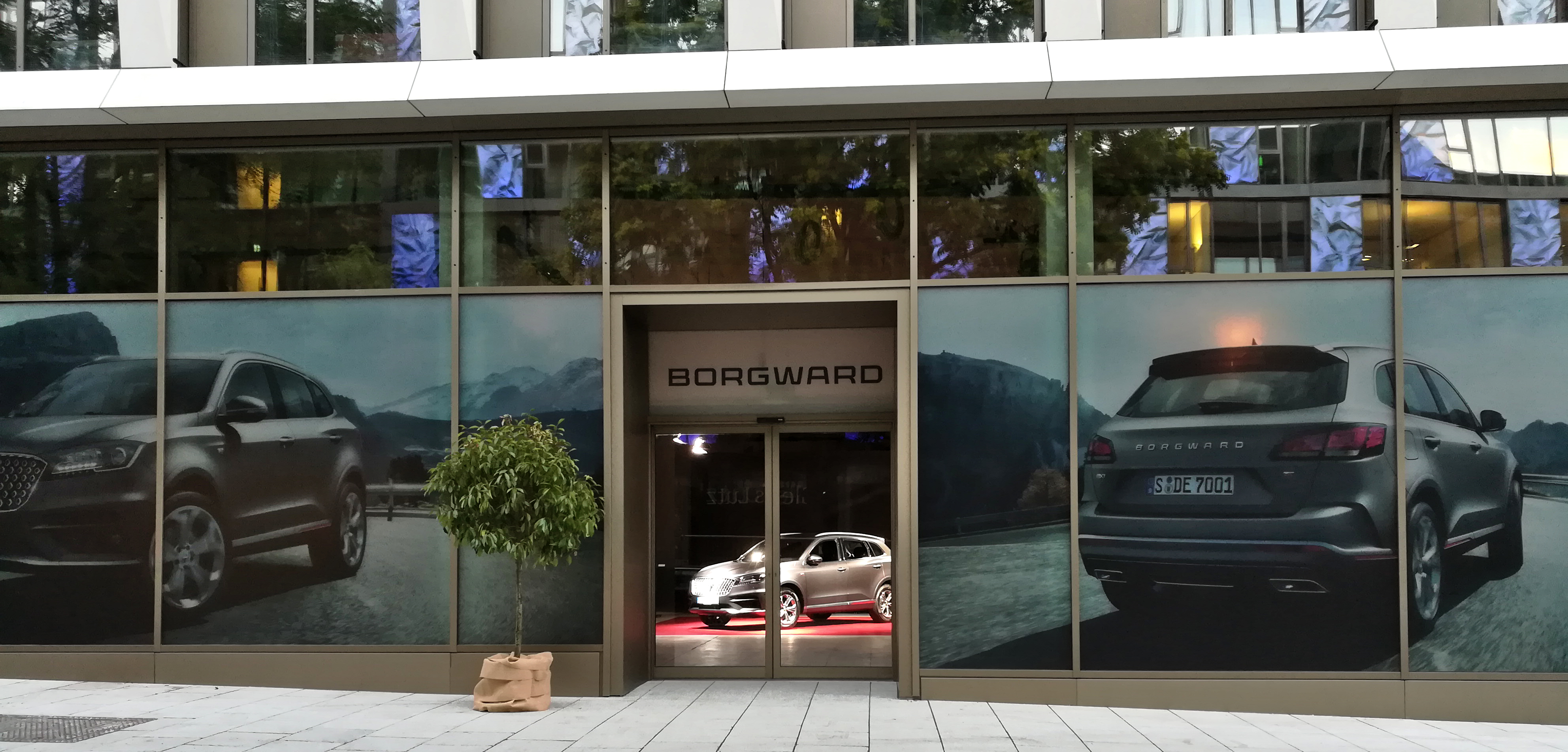
Salon Borgwarda w Stuttgarcie

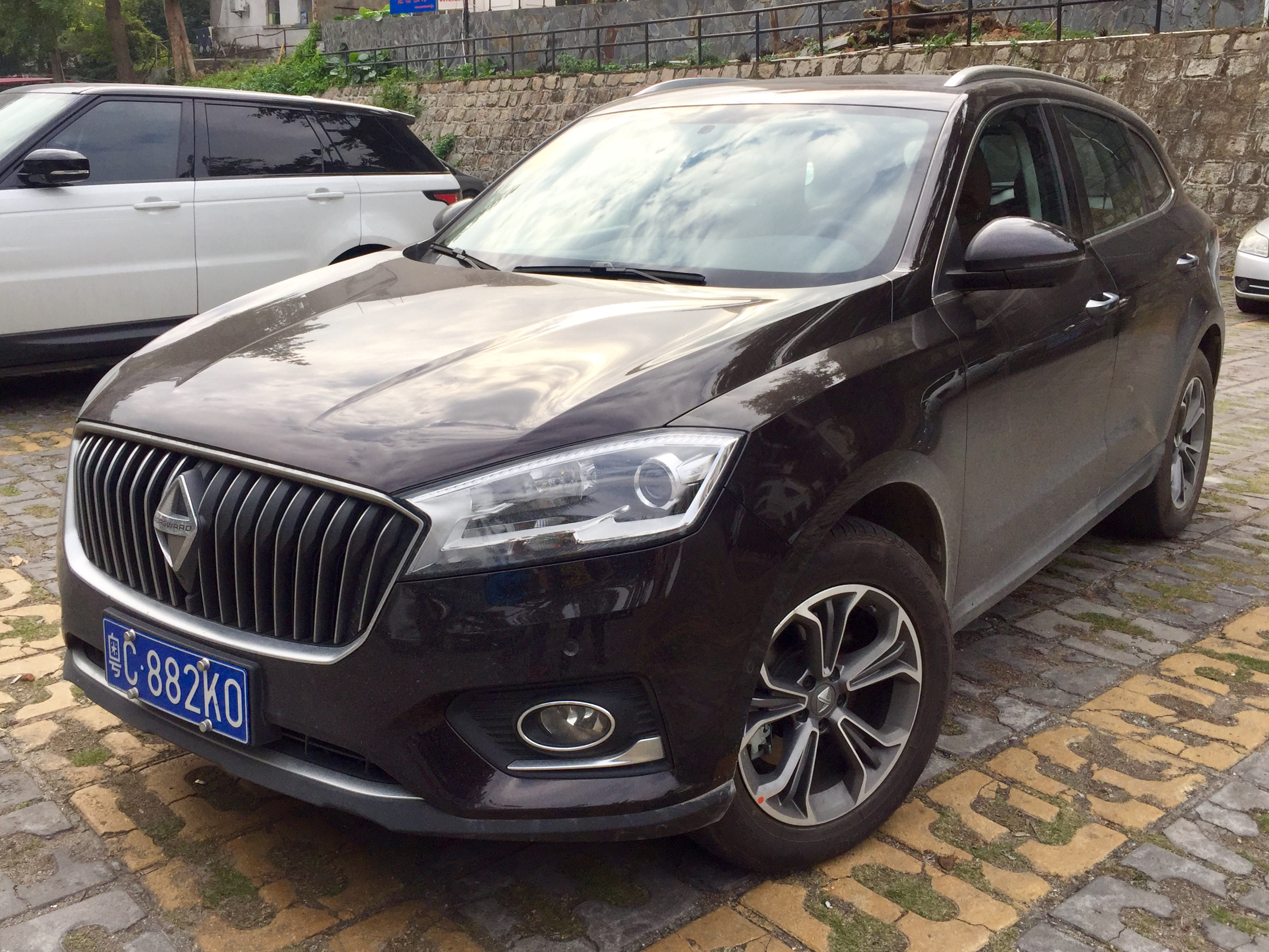
Borgward BX7

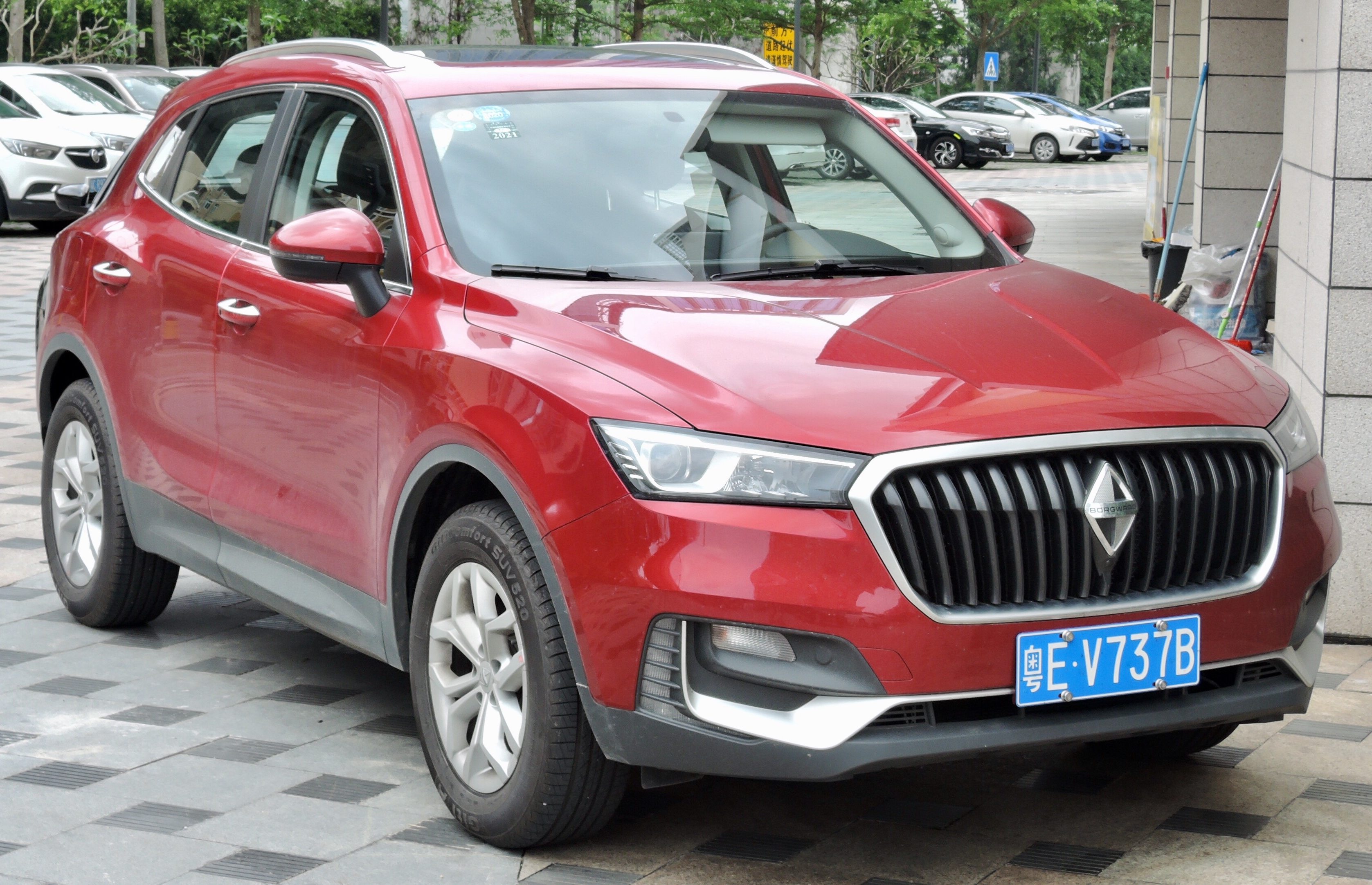
Borgward BX5

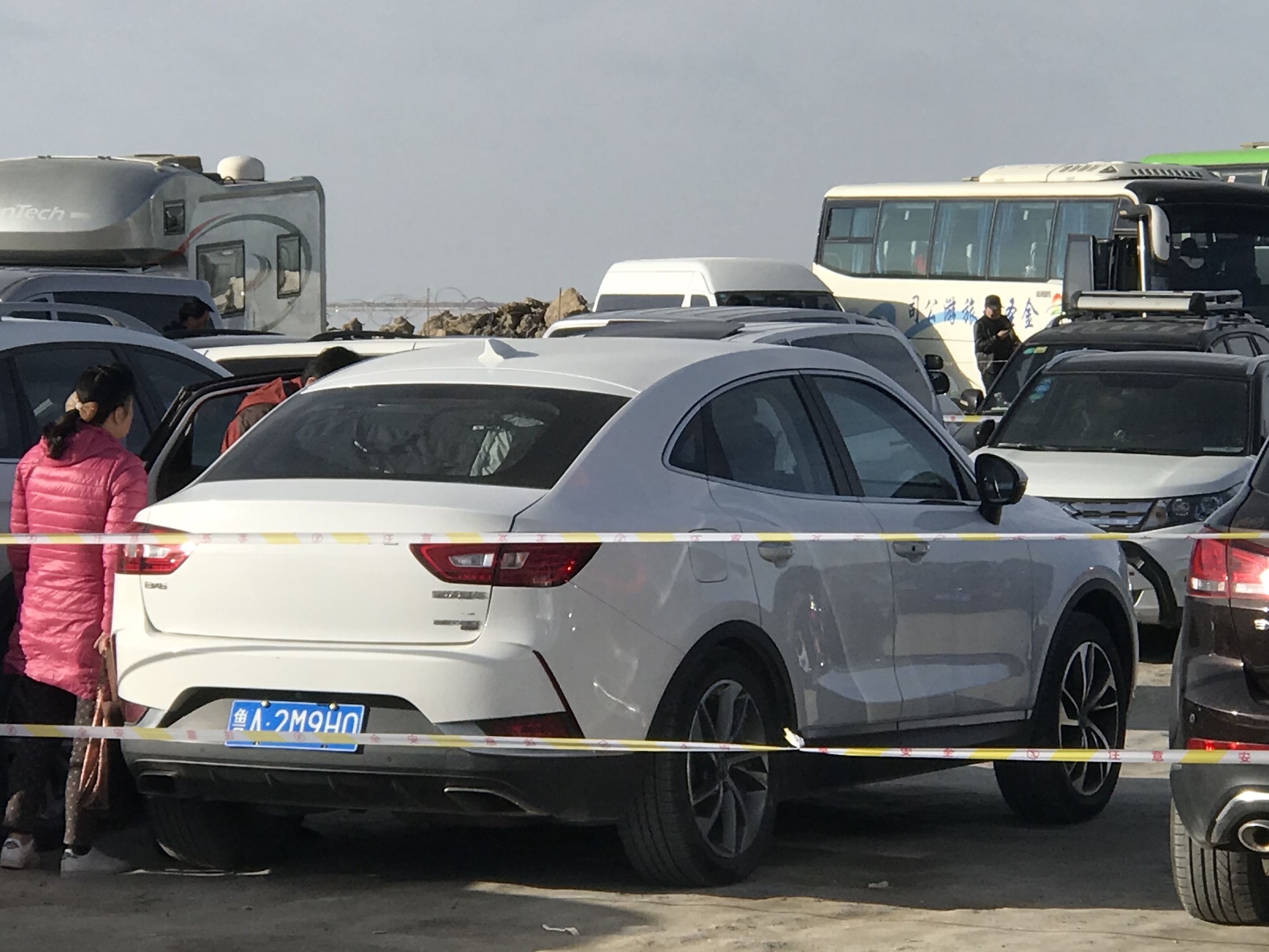
Borgward BX6

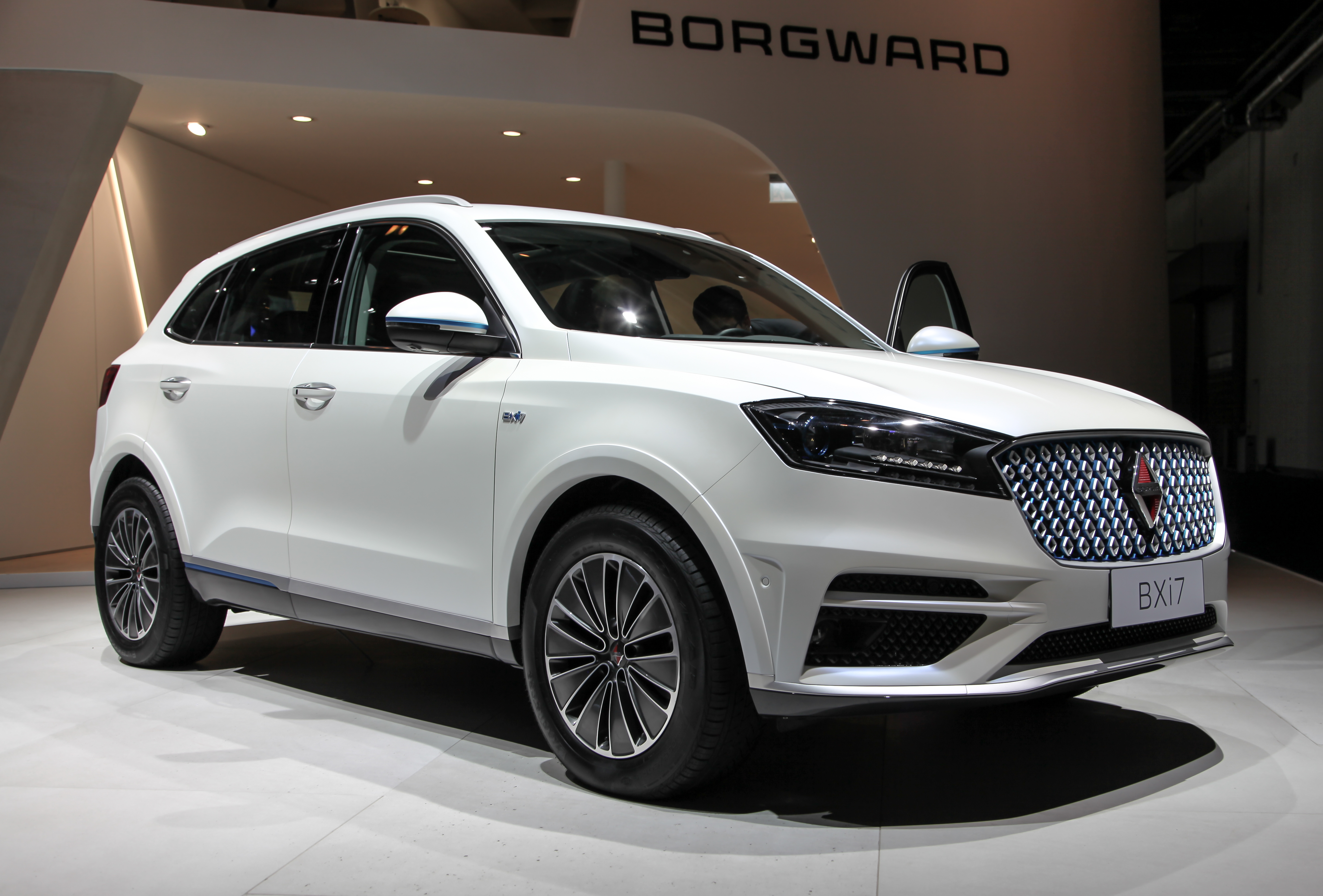
Borgward BXi7

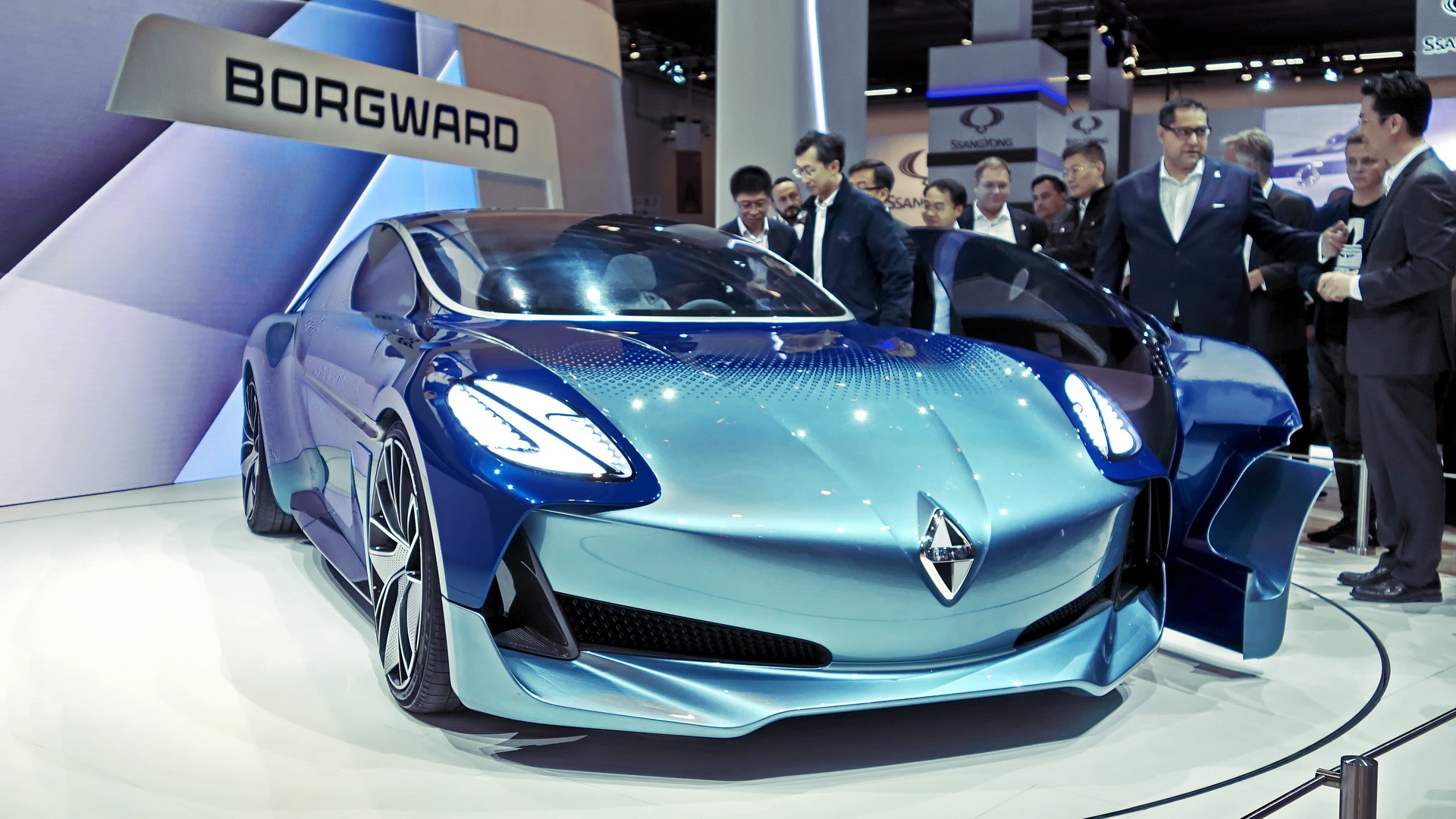
Borgward Isabella Concept

Borgward Group AG – dawny chińsko-niemiecki producent SUV-ów i crossoverów z siedzibą w Stuttgarcie, działający w latach 2010–2022. Spółka należała do wnuka założyciela historycznej firmy Borgward, Christiana Borgwarda oraz chińskiego przedsiębiorstwa Ucar.

## Historia

### Początki
Po raz pierwszy chęć wskrzeszenia historycznej niemieckiej marki Borgward, która istniała w latach 1929–1962, została wyrażona w marcu 2005 roku podczas Geneva Motor Show przez Christiana Borgwarda, prawnuka założyciela Carla F. W. Borgwarda. Po pozytywnych reakcjach na ten pomysł, razem ze swoim partnerem biznesowym, Szwajcarem Karlheinzem Knössem przystąpił on w kolejnych latach do działań mających przywrócić do użytku nazwę Borgward, ostatecznie zakładając w szwajcarskiej Lucernie spółkę Borgward Group AG w czerwcu 2010 roku.
Z powodu wybuchu w międzyczasie kryzysu finansowego z końcem pierwszej dekady XXI wieku, dwójka przedsiębiorców zmuszona była zdecydować się na wygospodarowanie większej ilości czasu na odnalezienie inwestorów. Ostatecznie, zostało nim chińskie przedsiębiorstwo Foton Motor podległe gigantowi BAIC Group, które pozwoliło wygospodarować środki na prace konstrukcyjne nad pierwszym od wówczas pół wieku samochodem marki Borgward. Oficjalnie powrót na rynek Borgward ogłosił w marcu 2015 roku podczas Geneva Motor Show, 10 lat od wyrażenia takich planów po raz pierwszy.

### Powrót na rynek
Oficjalna premiera zarówno samego odrodzonego Borgwarda, jak i pierwszego od 1962 roku samochodu pod tą marką, odbyła się we wrześniu 2015 roku podczas salonu samochodowego we Frankfurcie nad Menem. Średniej wielkości SUV Borgward BX7 zadebiutował w produkcyjnej formie, z zapowiadanym debiutem rynkowym w 2016 roku najpierw w Chinach, a w 2017 roku także w wybranych państwach europejskich. Ostatecznie, sprzedaż modelu z ograniczeniem do Niemiec ruszyła w czerwcu 2018 roku.

### Rozwój oferty
Pomimo siedziby, za którą obrano niemiecki Stuttgart, Borgward zdecydował się zlecić produkcję wszystkich swoich samochodów chińskiemu współwłaścicielowi, przez co zajął się nią Foton Motor w Pekinie. Przedprodukcyjną zapowiedź kolejnych dwóch, pozycjonowanych poniżej topowego BX7 modeli, przedstawiono w marcu 2016 roku w Genewie w postaci kompaktowego SUV-a BX5 i SUV-a Coupe BX6. Pierwszy z nich w seryjnej postaci przedstawiono kolejno rok później, wiosną 2017 roku, za to w przypadku modelu BX6 debiut nastąpił wiosną 2018 roku.
We wrześniu 2017 roku Borgward przedstawił swój pierwszy samochód studyjny jednocześnie po raz pierwszy nawiązujący do dziedzictwa historycznego Borgwarda, tworząc nowoczesną interpretację klasycznego modelu Borgward Isabella pod nazwą Borgward Isabella Concept. W maju 2018 roku Borgward przedstawił pierwszy samochód elektryczny w postaci napędzanego prądem wariantu modelu BX7 o nazwie Borgward BXi7, z kolei pod koniec 2019 roku oferta została uzupełniona o najmniejszego crossovera BX3.

### Kryzys i bankructwo
Chiński partner Foton Motor posiadający 67% udziałów w Borgward Group w połowie 2019 roku zdecydował się sprzedać swoje udziały innemu rodzimemu przedsiębiorstwu Ucar, swoje wycofanie się argumentując rozczarowanie niespełnieniem pokładanych planów sprzedażowych – z zakładanej sprzedaży 800 tysięcy sztuk rocznie do 2020 roku, w pierwszej połowie tego roku udało się sprzedać tylko 5000 samochodów na całym świecie.
Nowy większościowy posiadacz akcji Borgwarda nie pozwolił na zrealizowanie ambitnych planów z 2018 roku, które zakładały wkroczenie do Wielkiej Brytanii i Irlandii oraz otworzenie fabryki w niemieckiej Bremie. Pomimo tego, przedstawiciel europejskiego oddziału Borgwarda André Lacerda wyraził satysfakcję z sytuacji sprzedażowej i zaprzeczył jakoby przedsiębiorstwo miało wycofać się z europejskich operacji.
Nieudane wprowadzenie na rynek modelu BX3, który zniknął z niego po 3 miesiącach produkcji i 195 sprzedanych sztukach, było symptomem załamania się pozycji rynkowej firmy w najważniejszym regionie - Chinach. W sierpniu 2021 firma zakończyła produkcję swoich dwóch pozostałych modeli BX5 i BX7, a rok 2021 zamknęła z wynikiem 3530 sprzedanych samochodów - 10 razy mniej niż w 2016. . W kwietniu 2022 Borgward Group, w wyniku systematycznie pogarszającej się sytuacji finansowej, ogłosił bankructwo. Upadłość przedsiębiorstwa została sformaliowana w grudniu tego samego roku. Projekt reaktywacji legendarnej niemieckiej marki w ten sposób upadł po 12 latach funkcjonowania.

## Modele samochodów

### Historyczne
- BXi7 (2018)
- BX6 (2018–2019)
- BX3 (2020–2021)
- BX5 (2017–2021)
- BX7 (2016–2021)

### Studyjne
- Borgward BXi7 Concept (2017)
- Borgward Isabella Concept (2017)